# Eunapius (genre)
Genre
Eunapius est un genre de Spongillidae.

## Liste des espèces
Selon World Register of Marine Species (25 avril 2018) :
- Eunapius aetheriae
- Eunapius ambiguus
- Eunapius calcuttanus
- Eunapius carteri
- Eunapius conifer
- Eunapius crassissimus
- Eunapius fragilis
- Eunapius geei
- Eunapius geminus
- Eunapius igloviformis
- Eunapius michaelseni
- Eunapius nitens
- Eunapius potamolepis
- Eunapius sinensis
- Eunapius subterraneus
- Eunapius tinei

## Sources